# Cantonul Levier
Cantonul Levier este un canton din arondismentul Pontarlier, departamentul Doubs, regiunea Franche-Comté, Franța.

## Comune
- Arc-sous-Montenot
- Bians-les-Usiers
- Boujailles
- Bulle
- Chapelle-d'Huin
- Courvières
- Dompierre-les-Tilleuls
- Évillers
- Frasne
- Goux-les-Usiers
- Levier (reședință)
- Septfontaines
- Sombacour
- Villeneuve-d'Amont
- Villers-sous-Chalamont